# Visions from the Enchanted Lands
Visions from the Enchanted Lands es un álbum en vivo en formato DVD de la banda italiana Rhapsody of Fire. Fue grabado en 2005, durante la gira de la banda por Estados Unidos. También incluye la presentación en el Masters of Rock  de ese año en la República Checa y en el Earthshaker Festival en Alemania.
Es una crónica de su gira del 2005 y la producción de los discos Symphony Of Enchanted Lands II y Triumph Or Agony. Es un DVD doble e incluye escenas de su primera gira por los Estados Unidos y Canadá, así como su presentación en el Earthshaker Fest 2005.
A lo largo de estos dos DVD pueden verse videoclips de la banda, apariciones en directo, documentales, making of y entrevistas, además de poder escuchar dos canciones inéditas solo en versión audio (“Age Of The Red Moon”, “Power Of The Sword”) y nuevas versiones de otras ya conocidas como “Wizards Dream” (cantada en alemán), o Unholy Warcry (versión extendida). Las opciones de audio se presentan tanto en estéreo, como en formato 5.1. La producción y mezcla de este trabajo ha sido llevado a cabo por Sascha Paeth.

## Lista de canciones
DVD 1: Visions from the Enchanted Lands - 73 min.
Canada – Montreal Metropolis
- 1. Unholy Warcry
- 2. Wisdom Of The Kings
- 3. The Village Of Dwarves
- 4. Erian's Mystical Rhymes
- 5. Drum Solo
- 6. Dawn Of Victory
- 7. Lamento Eroico
- 8. Emerald Sword

Czech Republic – Masters Of Rock
- 1. The Village Of Dwarves
- 2. Land Of Immortals

Germany – Earthshaker Fest
- 1. Holy Thunderforce

Bonus:
- 1. Unholy Warcry - versión extendida - 10 1/2 min.
- 2. The Magic of the Wizard's Dream - German version 3 1/2 min.

DVD 2:
- Unholy Warcry music video - 4 1/2 mins
- The Magic of the Wizard's Dream music video - 4 mins
- The Making of the Dark Secret - 23 mins
- The Making of the Wizard's Dream - 10 1/2 mins
- Unholy Warcry Live / Live Equipment / Add. interviews from 2005 tour - 21 1/2 mins
- Triumph or Agony Press kit - 10 1/2 mins
- Rehearsal - Erian's Mystical Rhymes, The Village of Dwarves - 15 1/2 mins
- Outtakes - 12 1/2 mins
- Unholy Warcry Behind the Scenes - 11 1/2 mins